# الكود الميكانياكي الدولي
الكود الميكانيكي الدولي ويعرف اختصارا بـ (İMC)، يمثل معايير عالمية فيما يتعلق بالتدفئة والتهوية وأنظمة التبريد. تنشر من قبل اللجنة الدولية المعنية بذلك (International Code Council-(ICC ويتم تحديث هذه المعايير كل 3 سنوات، كانت الأخيرة منها في عام 2015.
تهدف ال IMC لحماية الصحة العامة وتقديم الحماية الضرورية لتدفئة المنازل وللتبريد ولأنظمة التهوية فيما يتعلق بالتصميم والتركيب والصيانة عبر تحديد معايير الحد الأدنى للحماية للناس في الأبنية والمدارس والمستشفيات.
IMC هو الأكثر استخدامًا على نطاق واسع في الولايات المتحدة ويعتبر مرجعا في العديد من الدول الأخرى.